# Josep Brunet i Torres
Josep Brunet i Torres (Copons, ca. 1797-Badalona, 24 de gener de 1870) fou un mestre d'escola català, alcalde de Badalona entre 1854 i 1856.
Era fill de Baltasar Brunet, negociant dels Prats de Rei, i de Josepa Torres, de Calonge. D'acord amb Jaume Solà i Seriol, que en va ser alumne, en la seva joventut feia de sastre i quan va arribar a Badalona es posà a treballar a una casa del carrer de Barcelona. Va començar a ensenyar alguns nens i es va fer mestre. El 1828 està documentat com a mestre i el 1833 va obtenir títol per fundar un col·legi amb el seu nom, situat al costat de la plaça de la Constitució. Solà li atribueix notable èxit com a mestre, atès que molts dels seus alumnes van arribar a ocupar càrrecs diversos dintre de la societat.
Participà a la política local de Badalona durant el Bienni Progressista. Va ser alcalde de Badalona entre 1854 i 1856, amb un mandat marcat per l'epidèmia del còlera i la restitució de la Milícia Nacional. El mandat va patir una breu interrupció l'estiu de 1855, quan va ser suspès del càrrec a causa de la seva suposada inacció contra la vaga obrera de 1855. El va substituir l'alcalde segon, Francesc Bosch i Monpart, fins al 22 de setembre de 1855. El setembre de 1856 va ser cessat a causa de la fi del bienni i es va nomenar Pere Vehils com a alcalde provisional.
Es va casar amb Ignàsia Basachs i Vidal, natural de Manresa. El matrimoni va residir al carrer de la Plaça i va tenir diversos fills, entre els quals Llorenç, també mestre, secretari de l'Ajuntament de Badalona després de la revolució de 1868 i pare de l'il·lustrador Llorenç Brunet i Forroll, i Josep, que va acabar encarregant-se de l'escola malgrat no disposar de títol. Tanmateix, el centre va patir una notable disminució a causa del seu trasllat a la plaça de la Vila, davant de la casa consistorial.